# Albert Dalmau Miranda
Albert Dalmau Miranda (Barcelona, 1990) es un político socialista catalán. En agosto de 2024 fue nombrado consejero de la Presidencia de la Generalidad de Cataluña en el gobierno del presidente Salvador Illa.

## Biografía
Albert Dalmau empezó su formación en los Jesuitas de Caspe, y después inició los estudios de Economía, aunque finalmente se decantó por las Ciencias Políticas y de la Administración que cursó en la Universidad Pompeu Fabra. Al llegar a la universidad se hizo militante del Partido de los Socialistas de Cataluña, empezando a militar en las Juventudes Socialistas de Cataluña. Entre 2013 y 2016 estuvo vinculado a Barcelona Global, una asociación privada e independiente, de empresas y profesionales, donde ejerció de mánager de proyectos, junto con el que fue el primer responsable de esta entidad, Mateu Hernández.
Desde 2016 a 2017 ejerció como jefe de Gabinete de la Segunda Tenencia de Alcaldía, de Empresa, Cultura e Innovación, y entre 2017 y 2019 como jefe de Gabinete del presidente del Grupo Municipal Socialista del Ayuntamiento de Barcelona. Durante el mandato 2019-2023 fue gerente de Economía, Recursos y Promoción Económica, un área que Jaume Collboni dirigía como primer teniente de alcalde. Dalmau llegó a ese cargo con sólo tenía 28 años.</ref>

### Consejero de la Presidencia
Fue nombrado consejero de la Presidencia de la Generalidad de Cataluña en el Gobierno de Cataluña 2024-presente del presidente Salvador Illa el 12 de agosto de 2024.